# Skulpturenpark der National Gallery of Art

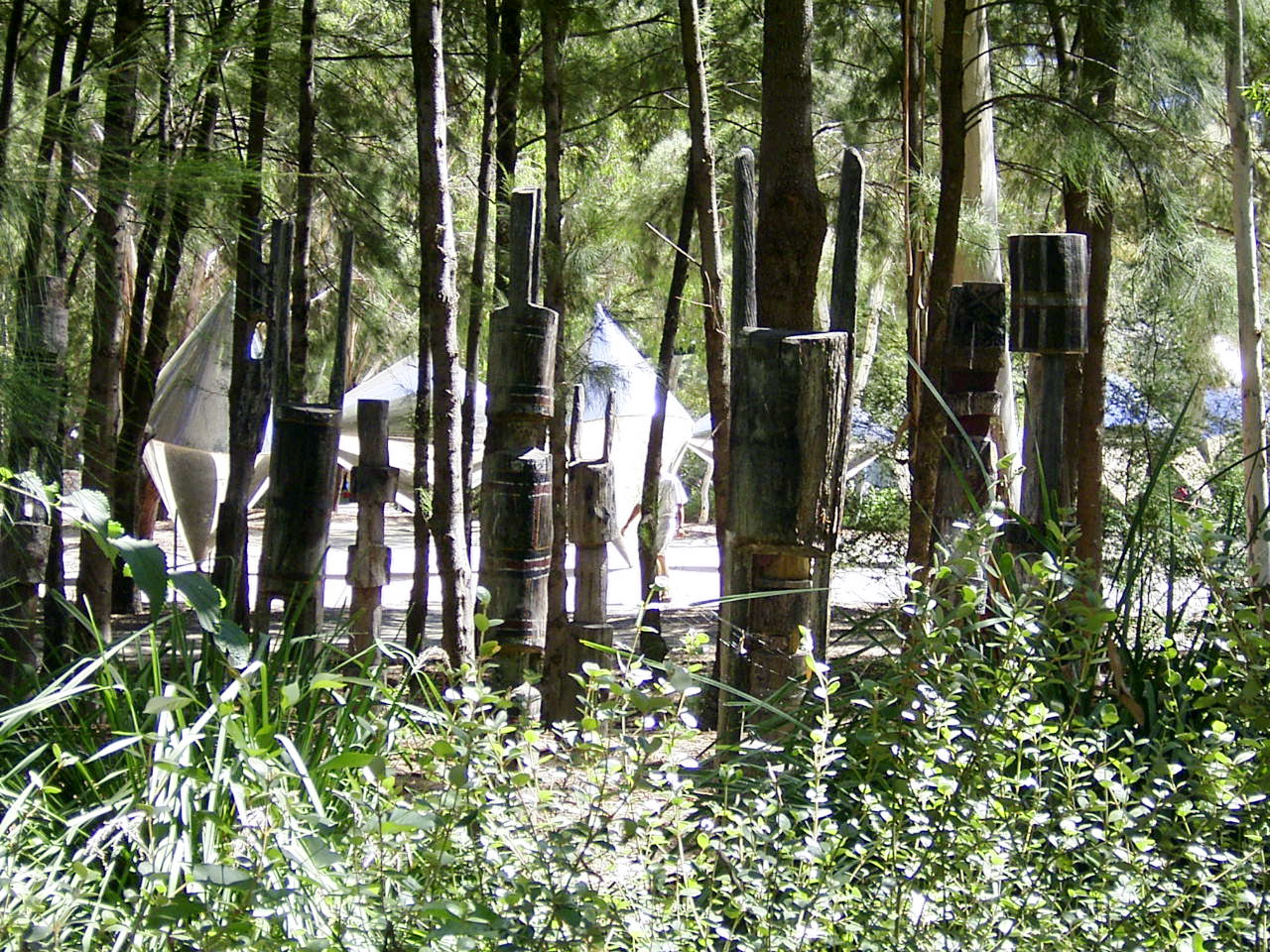
Pukamani Burial Poles

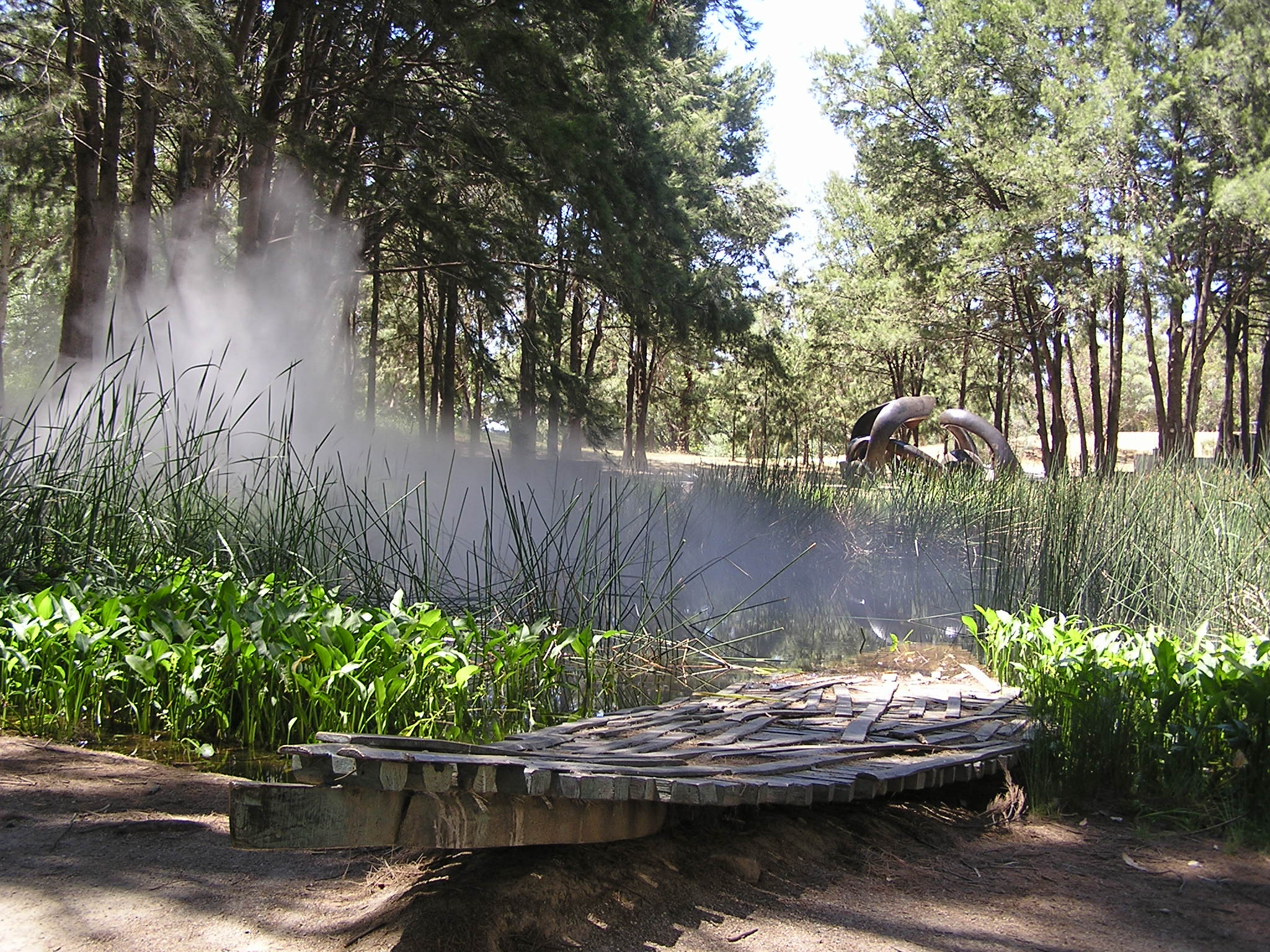
On the beach again und Fog sculpture

Der Skulpturenpark der National Gallery of Art ist ein Skulpturenpark an der National Gallery of Australia am Lake Burley Griffin in der australischen Hauptstadt Canberra.

## Geschichte
Unmittelbar nach der Fertigstellung des Bauwerks der Nationalgalerie im Jahre 1981, wurde der Skulpturenpark von dem Landschaftsarchitekten Harry Howard angelegt. Die Planungen hierzu begannen im Jahre 1972 und es waren mehrere Skulpturen vorhanden, wie der Hill Arches von Henry Moore, Bobine von Alexander Calder, Virginia von Clement Meadmore und weitere Werke von Auguste Rodin. Die ersten Skulpturen konnten bereits im Jahr 1982 aufgestellt werden und Anfang 1983 wurden die weiteren Skulpturen aufgebaut. Ferner gab es weitere Projekte, wie den Fern Garden von Fiona Hall im Jahre 1998.

## Sammlung
Der Skulpturenpark beinhaltet, neben anderen, folgende Werke:
- Aristide Maillol – La Montagne (1937 – aufgestellt 1973)
- Auguste Rodin – Die Bürger von Calais (1885/86 – aufgestellt 1967/85), Jean de Fiennes (1885/86), Jean d'Aire (1885/86) und Eustache de Saint Pierre (1885/86)
- Émile-Antoine Bourdelle – Penelope (1912 – aufgestellt 1972)
- Gaston Lachaise – Floating figure (dt.: Schwebende Figur) (1927 – aufgestellt 1979)
- Richard Stankiewicz – Australia no. 15 (1969 – aufgestellt 1996)
- Henry Moore – Hill Arches (1973)
- Fujiko Nakaya – Fog sculpture (dt.: Nebelskulptur) (1976) (arbeitet von 12.00 bis 14.00 Uhr)
- Mark di Suvero – Ikook (1971/72)
- George Baldessin – Pears, version nummer 2 (dt.: Birnen, Versionsnummer 2) (1973/76)
- Herbert Flugelman – Cones (dt. Kegel) (1976/82)
- Robert Klippel – Group of eight bronzes (dt.: Gruppe von acht Bronzen) (1981) und No. 751
- Robert Stackhouse – On the beach again (dt.: Wieder am Strand) (1984)
- Inge King – Temple gate (dt. Tempeltor) (1976/77) und Wandering Angel (dt. Wandernder Engel) (2000)
- Clement Meadmore – Virginia (1970/73)
- Rick Amor – The dog (dt.: Der Hund) (2002)
- Neil Dawson – Diamonds (dt.: Diamanten) (2002)
- Aboriginal und Torres Sammlung – Pukamani burial poles (dt. Pukamani-Stangen zur Abgrenzung eines Begäbnisplatzes) (1979/84) – von den Bathurst Island und den Melville Islands

Am Eingang der Nationalgalerie befinden sich weitere Skulpturen:
- Alexander Calder – La Bobine (1970)
- Judy Watson – Fire and Water (dt. Feuer und Wasser) (2007) und ein Land-Art-Projekt
- Nigel Hall – Wall sculpture for the entrance (dt. Wandskulptur für den Eingang) (1992)

## Fotogalerie

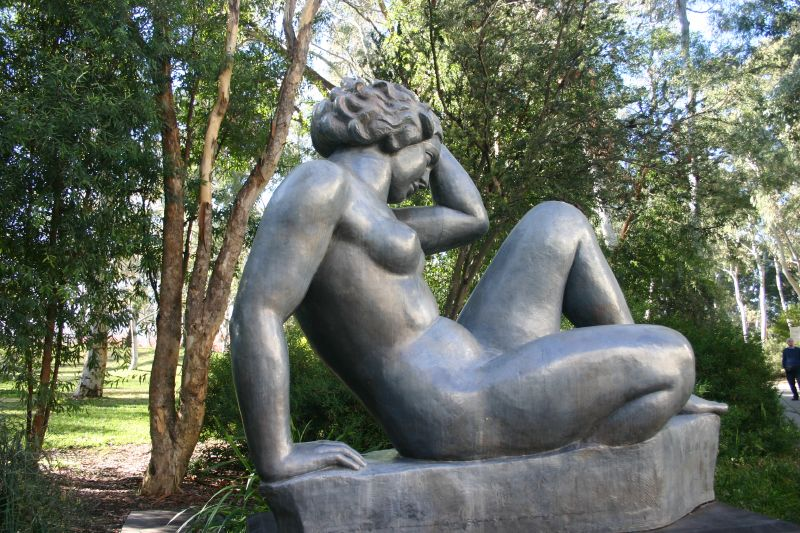
La Montagne von Aristide Maillol
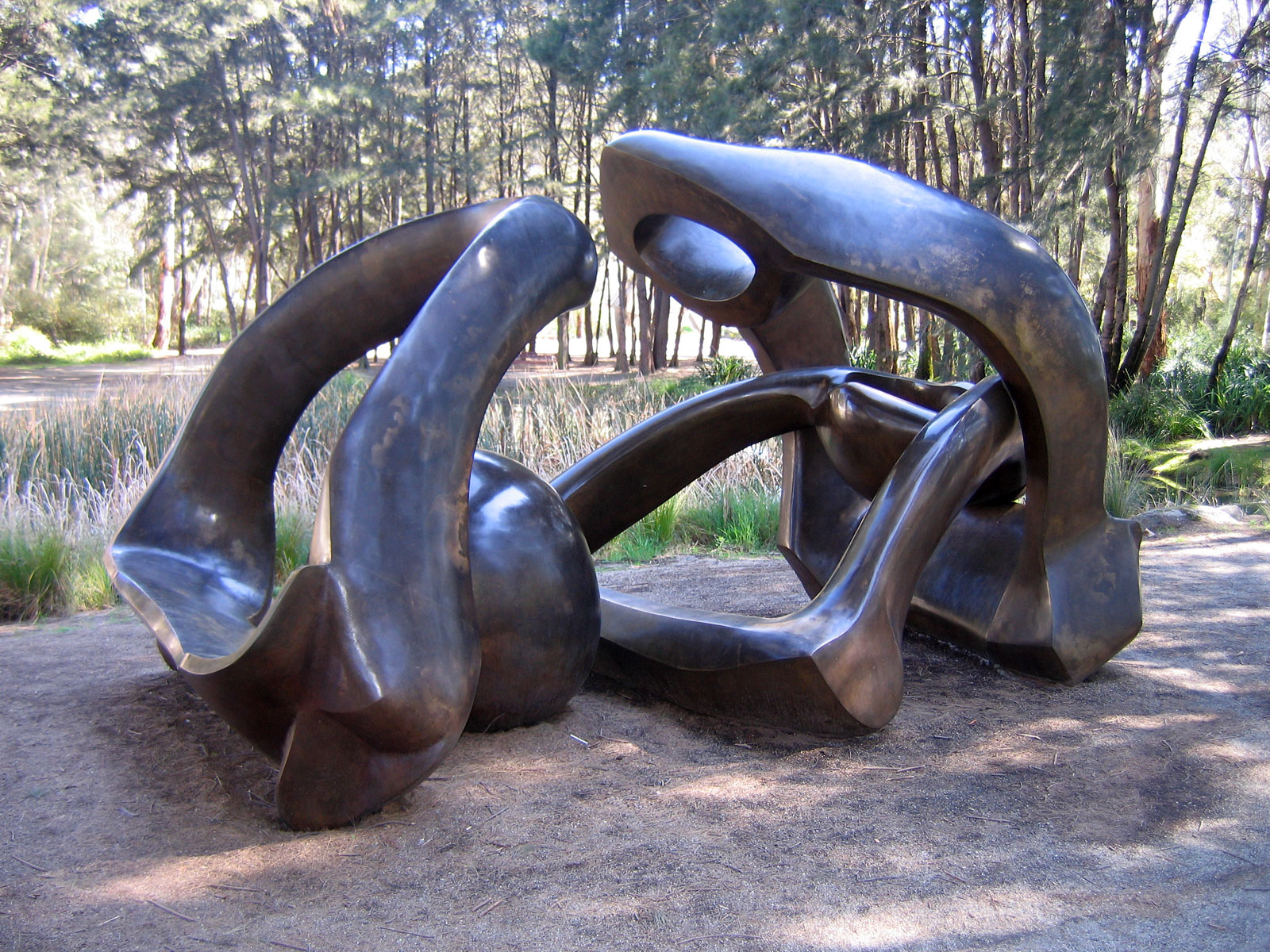
Hill Arches von Henry Moore
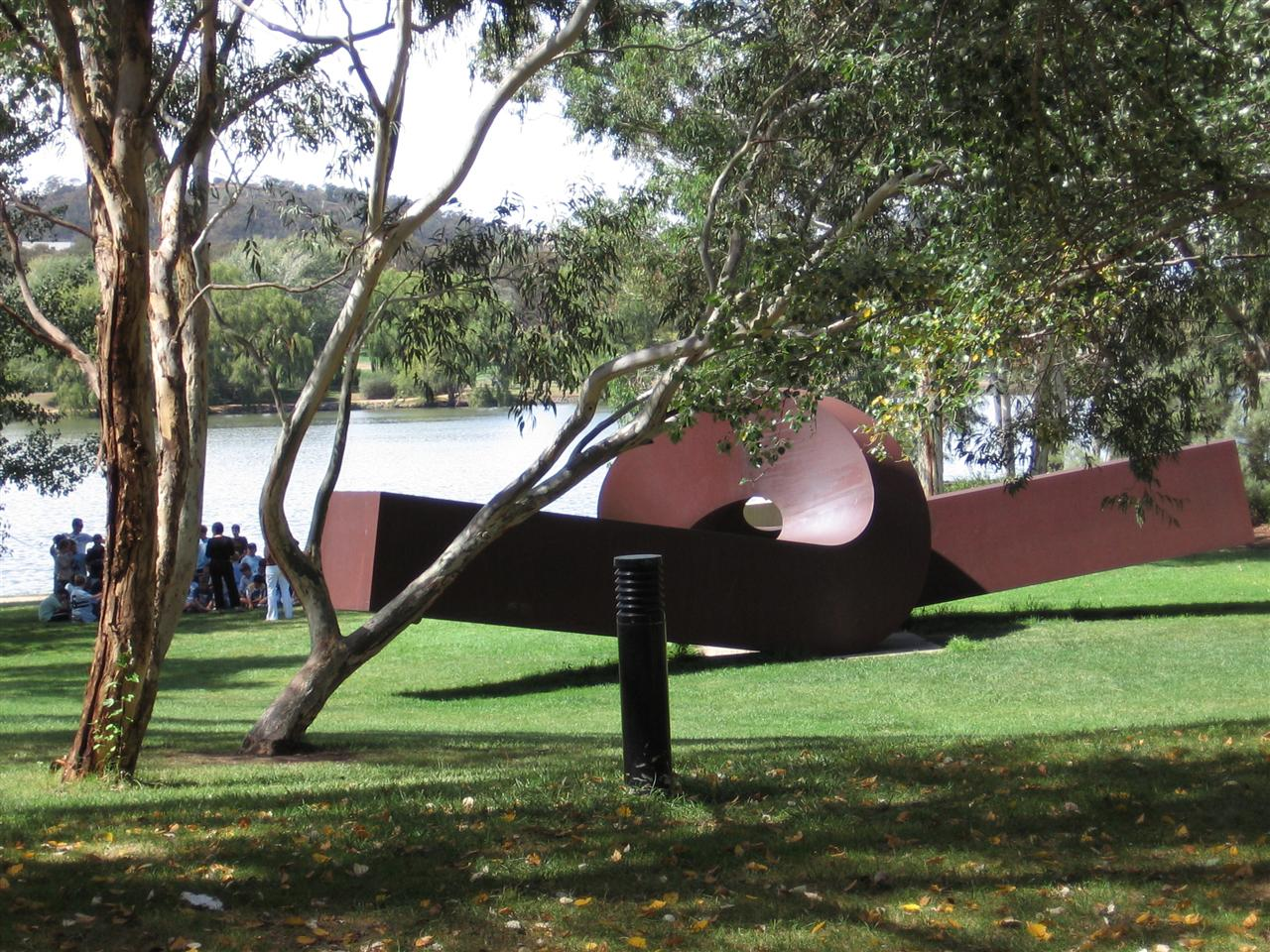
Virginia von Clement Meadmore
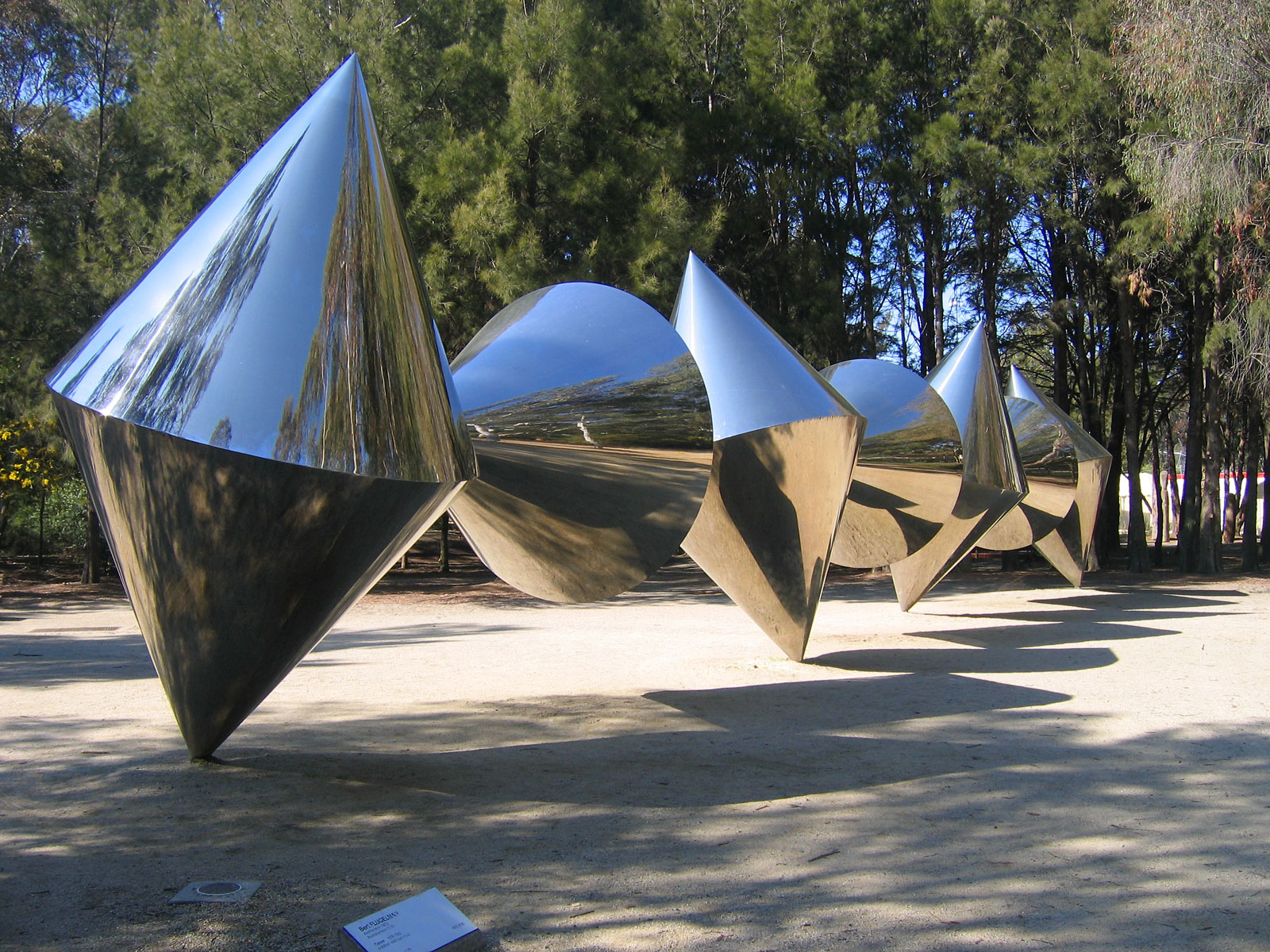
Cones von Bert Flugelman